# Hana Yori Dango
Hana Yori Dango (яп. 花より男子 хана ёри данго, «Плод важнее цветка» в значении «Содержание важнее формы» или «Сначала — необходимое для жизни, а уж потом — что-то для души») — сёдзё-манга, созданная японским автором Ёко Камио. Печаталась по главам в японском журнале Margaret с 1992 по 2003 год, а также была опубликована в 37 томах. За эту мангу Ёко Камио получила премию издательства Shogakukan в категории «сёдзё» в 1996 году.
Позднее Hana Yori Dango выходила в коллекционном оформлении, с цветными иллюстрациями из журнала. Это самая продаваемая сёдзё-манга в истории Японии: её суммарный тираж, по данным на 2005 год, составил 54 млн экземпляров. Как замечает Джейсон Томпсон в книге Manga: The Complete Guide, манга выделяется героиней с сильным характером. По мотивам Hana Yori Dango было снято семь телесериалов, два фильма, аниме-сериал и полнометражный анимационный фильм.

## Сюжет
Цукуси Макино — обычная 17-летняя девушка из бедной семьи, которая волею случая попала в престижную академию для богатых Эйтоку. Не желая ввязываться в неприятности, единственное, о чём она мечтает, — пережить оставшиеся два года в этой школе спокойно. Но заступившись за свою подругу Сакурако, она получает от самых влиятельных парней школы «F4» (Flower 4) красную метку и становится изгоем для всех учеников школы. Но Цукуси не сдаётся под тяжестью насмешек и издевательств и своим упорством покоряет Цукасу Домёдзи — лидера знаменитой четвёрки. Однако онyhed сам Цукуси не интересен, ведь она уже влюблена в Руи Ханадзаву.

## Медиа

### Манга
С октября 1992 года по сентябрь 2003 года манга выпускалась в выходящем два раза в неделю японском журнале Margaret. В период с 1992 по сентябрь 2003 года он также был опубликована в 37 томах с эпилогом (выпуск № 37), который вышел в 2008. В период с 2003 по 2009 год были выпущены английские переводы всех 37 томов. Он также был опубликован Glénat во Франции и Planeta DeAgostini в Испании.
Манга выиграли 41-ю премию издательства Shogakukan в категории сёдзё. По состоянию на 2015 год было продано 61 миллион копий, это одна из самых продаваемых серий манги всех времен и самая продаваемая сёдзё-манга всех времен. 15 февраля 2015 года Камио начала выпуск продолжения под названием Boys Over Flowers Season 2 в онлайн-журнале Shōnen Jump+.
В июле 2006 года в 15-м номере журнала «Margaret был опубликован рассказ, основанный на манге. Еще один рассказ, состоящий из двух частей, был опубликован в январе 2007 года. Оба рассказа написаны Йоко Камио.

### Аниме-сериал
В 1996 году аниме-сериал был снят студией Toei Animation и транслировался по телеканалу Asahi Broadcasting Corporation. В 1997 году был выпущен поломентражный фильм. Позже аниме было выпущено на DVD на Viz Media в 2003 году. Затем оно было переиздано Discotek Media в 2016 году.

### Фильмы и телесериалы
| Официально                     | Официально                     | Официально               | Официально                                | Официально                      | Официально                         | Официально                       | Официально                       | Официально                       | Официально                    |
| Страна                         | Название                       | Телеканал                | трансляция                                | Главные герои (актеры)          | Главные герои (актеры)             | Главные герои (актеры)           | Главные герои (актеры)           | Главные герои (актеры)           | Главные герои (актеры)        |
| ------------------------------ | ------------------------------ | ------------------------ | ----------------------------------------- | ------------------------------- | ---------------------------------- | -------------------------------- | -------------------------------- | -------------------------------- | ----------------------------- |
| Япония                         | Hana Yori Dango                | художественный фильм     | 19 августа 1995 года                      | Цукуси Макино (Юки Утида)       | Цукаса Домёдзи (Сёсукэ Танихара)   | Руи Ханадзава (Фудзики, Наохито) | Акира Мимасака (Койти Хасидзумэ) | Содзиро Нисикадо (Кэнсаку Саэки) | н/д                           |
| Китайская Республика           | Meteor Garden                  | CTS                      | 12 апреля – 16 августа 2001 года          | Дон Шан Цаи (Барби Сюй)         | Дао Мин Си (Джерри Ян)             | Хуа Зе Лэй (Вик Чжоу)            | Фэн Мэй Цзо (Ваннесс Ву)         | Янь Си Мен (Кен Чу)              | н/д                           |
| Китайская Республика           | Meteor Garden II               | CTS                      | 11 ноября – 25 декабря 2002 года          | Дон Шан Цаи (Барби Сюй)         | Дао Мин Си (Джерри Ян)             | Хуа Зе Лэй (Вик Чжоу)            | Фэн Мэй Цзо (Ваннесс Ву)         | Янь Си Мен (Кен Чу)              | н/д                           |
| Япония                         | Hana Yori Dango                | TBS                      | 21 октября – 16 декабря 2005 года         | Цукуси Макино (Мао Иноуэ)       | Цукаса Домёдзи (Дзюн Мацумото)     | Руи Ханадзава (Сюн Огури)        | Акира Мимасака (Цуёси Абэ)       | Содзиро Нисикадо (Сёта Мацуда)   | н/д                           |
| Япония                         | Hana Yori Dango Returns        | TBS                      | 5 января – 16 марта 2007 года             | Цукуси Макино (Мао Иноуэ)       | Цукаса Домёдзи (Дзюн Мацумото)     | Руи Ханадзава (Сюн Огури)        | Акира Мимасака (Цуёси Абэ)       | Содзиро Нисикадо (Сёта Мацуда)   | н/д                           |
| Япония                         | Hana Yori Dango Final          | художественный фильм     | 28 июня 2008 года                         | Цукуси Макино (Мао Иноуэ)       | Цукаса Домёдзи (Дзюн Мацумото)     | Руи Ханадзава (Сюн Огури)        | Акира Мимасака (Цуёси Абэ)       | Содзиро Нисикадо (Сёта Мацуда)   | н/д                           |
| Республика Корея               | Boys Over Flowers              | KBS2                     | 5 января – 31 марта 2009 года             | Кым Чан Ди (Ку Хе Сон)          | Ку Чун Пхё (Ли Мин Хо)             | Юн Чи Ху (Ким Хёнджун)           | Сон У Бин (Ким Чун)              | Со И Джон (Ким Сан Бом)          | н/д                           |
| Китай                          | Meteor Garden                  | Hunan Television         | 9 июля – 29 августа 2018 года             | Дон Шань Цай (Шэнь Юэ)          | Дао Мин Си (Дилан Ван)             | Хуа Зе Лэй (Даррен Чэнь)         | Фэн Мэй Цзо (Коннор Леонг)       | Янь Си Мен (Цезарь Ву)           | н/д                           |
| Таиланд                        | F4 Thailand: Boys Over Flowers | GMM 25                   | 18 декабря 2021 года – 9 апреля 2022 года | Гойя (Тонтаван Тантиветчакун)   | Там (Вачиравит Чиваари)            | Рен (Тжирават Сутиваничасак)     | M.J. (Хиранкрит Чанкам)          | Кавин (Метавин Опатйемкатчон)    | н/д                           |
| Неофициальный (нелицензионный) |                                |                          |                                           |                                 |                                    |                                  |                                  |                                  |                               |
| Индонезия                      | Siapa Takut Jatuh Cinta        | SCTV                     | апрель 2002 года                          | Они (Леони Витрия Хартанти)     | Индра (Индра Бруггман)             | Роджер (Роджер Дануарта)         | Юсуф Иман (Стив Эммануэль)       | Джонатан (Джонатан Фриззи)       | н/д                           |
| Китай                          | Meteor Shower                  | Hunan Television         | 8 августа 2009 – 30 августа 2010 года     | Чу Юсюнь (Чжэн Шуан)            | Мужун Юньхай (Чжан Хань)           | Дуаньму Лэй (Ю Хаомин)           | Е Шо (Вэй Чен)                   | Шангуань Жуйцянь (Чжу Цзысяо)    | н/д                           |
| Индия                          | Kaisi Yeh Yaariaan             | MTV India (1–2) Voot (3) | 21 июля 2014 – 7 июня 2018 года           | Нандини Мурти (Нити Тейлор)     | Маник Малхотра (Парт Самтаан)      | Кабир Дхаван (Аяз Ахмед)         | Мукти Вардхан (Чарли Чаухан)     | Дхрув Ведант (Уткарш Гупта)      | Аля Саксена (Крисан Барретто) |
| Индонезия                      | Siapa Takut Jatuh Cinta        | SCTV                     | 13 ноября 2017 – 28 октября 2018 года     | Ларас Аюнингтяс (Наташа Вилона) | Альвино Адиджая (Веррелл Брамаста) | Леон (Брайан Домани)             | Сатья Адиджая (Алиандо Сяриеф)   | Шон Адиджая (Тиджей Маркес)      | н/д                           |

## Наследие

### F4 и JVKV
F4  (Цветочная четверка) или JVKV - это тайваньский бойз-бэнд, состоящий из актеров тайваньской версии 2001 года «Сад падающих звёзд» Джерри Яна, Ваннесс Ву, Кен Чу и Вик Чжоу. Он образовался в 2001 году после завершения сериала. Они выпустили три альбома: Meteor Rain (2001), Fantasy 4ever (2002) и Waiting for You (2007). По данным Forbes, по состоянию на июль 2003 года F4 продали 3,5 миллиона копий своих первых двух альбомов по всей Азии. В 2007 году из-за проблем с авторским правом группа изменила свое название на JVKV, используя возрастание инициалов своих участников по убыванию.